# Physostigmine
La physostigmine est un alcaloïde de la famille des Stigmines dont il est le chef de file historique. Ce composé est également connu sous le nom d'ésérine. Elle fut isolée la première fois en 1864 par Amédée Vée et Manuel Leven et synthétisée en 1935 par Percy Lavon Julian.

## Histoire
Le nom de cette molécule dérive du nom générique d'une plante légumineuse africaine, le physostigme (Physostigma venenosum) : elle est extraite de la fève de Calabar, nom de la semence. Les anciens habitants de Calabar désignaient les fruits de cette plante par le nom indigène « éséré », qui signifie « haricot de l'ordalie ». En effet, les fèves étaient administrées sur décision judiciaire aux personnes accusées de sorcellerie ou d'autres crimes.
La fève était aussi utilisée dans certains duels où chacun des adversaires en ingérait une moitié.

## Synthèse
La molécule de physostigmine est fabriquée à partir d'une molécule de phénol (C6OH6), à laquelle on ajoute un atome d'azote et un d'hydrogène (4-Aminophénol). En ajoutant plusieurs atomes, on obtient du paracétamol, puis de la N-méthylphénétidine. Suivent le N-méthyl-N-(2-bromopropanoyl) phénétidine, le 1,3-diméthyl-5-hydroxyoxindole, le 1,3-diméthyl-5-éthoxyoxindole et plusieurs composés jusqu'à la D,L-éséroline, qui, avec quelques atomes en plus, produit la physostigmine[réf. incomplète].

## Mécanisme d'action
En inhibant de façon réversible l'acétylcholinestérase, elle augmente la concentration locale d'acétylcholine dans la fente synaptique et permet la stimulation des récepteurs nicotiniques et muscariniques. Elle passe la barrière hémato-encéphalique et conduit majoritairement à des effets muscariniques (mis en évidence en cas de surdosage).

## Usage thérapeutique
Elle était utilisée dans les cas d'atonie du tube digestif, la myasthénie, du glaucome et en tant que décurarisant en anesthésiologie.
Du fait de son passage de la barrière hémato-encéphalique et de ses trop nombreux effets secondaires, la physostigmine n'est plus commercialisée.
Elle était également utilisée en tant qu'antidote lors d'intoxication aiguë au Datura stramonium ou à la Belladone (Atropa bella-donna).

## Effets secondaires
- augmentation du péristaltisme gastrique et intestinal
- bronchoconstriction
- contraction des cellules musculaires lisses
- augmente les sécrétions : bronchiques, salivaires, intestinales, lacrymales, etc.
- bradycardie
- effet inotrope négatif dû à la stimulation parasympathique.
- myosis
- une diminution de la pression intraoculaire
- fasciculations